# Роуина Рейвънклоу
Роуина Рейвънклоу е героиня от поредицата Хари Потър.
Тя е една от основателите на училището за магия и вълшебство Хогуортс и основател на дом „Рейвънклоу“.Стихията на този дом е въздухът, но неговите възпитаници не са въздухари. Рейвънклоу подслонява мъдрите и умните, прилежните и ученолюбивите – много по-сериозни конкуренти на „Грифиндор“ от вечния враг „Слидерин“. Тяхната чаша със сапфири винаги заплашва да се препълни повече от тази на червено-златните. Фамилията на основателката означава „гарванови нокти“, а символът ѝ е орел – всички в този дом се стремят към висините на науката, а и живеят нависоко – в кулата „Рейвънклоу“ в западната част на замъка. Почетен призрак е Сивата дама, входът към общата стая е охраняван строго от Мъдрия орел. Учениците с извезан на робите синьо-бронзов герб са под грижите на нисичкия, белокос учител по Вълшебства професор Филиус Флитуик, чиито кабинет (Западна кула, седми етаж, тринадесети прозорец) Сириус Блек използва, за да се изплъзне над дименторите. Със синия екип на „Рейвънклоу“ метлата яхва Чо Чанг, първата любов на Хари Потър. От този дом е и изгората на Пърси Уизли Пенелопи Клиъруотър, а незнайно защо там е и чаровна Луна Лъвгуд.
Роуина Рейвънклоу има диадема, която Волдемор я превръща в свой хоркрукс. За да превърне диадемата в хоркус той с ласкателствата си я взима от Сивата дама. Скрива диадемата в Нужната стая. Дъщеря ѝ Хелена Рейвънклоу взема нейната диадема и се скрива в Албания. По-късно намерена от Кървавият Барон.